# The Whole Truth (Lost)
The Whole Truth este un episod al serialului de televiziune Lost, sezonul 2.